# Papel pintado

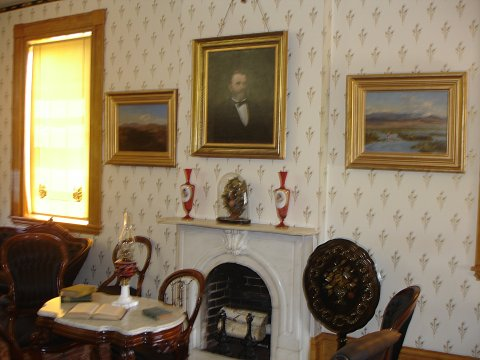
Habitación decorada con papel pintado

El papel pintado, también conocido como empapelado, papel tapiz, papel mural o papel de colgadura, es un tipo de papel que se utiliza en decoración de interiores y se coloca sobre las paredes de una habitación cubriéndolas total o parcialmente. 
El papel pintado consiste en una superficie de papel estampada o lisa que se pega a las paredes de una estancia. Suele consistir en diseños uniformes como rayas o cuadros o motivos que se repiten de modo que se pueda colocar un rollo junto al otro manteniendo la armonía visual. 

## Historia
Desde la antigüedad, las civilizaciones han decorado las paredes de los edificios con diversos materiales y técnicas, como cortinajes, frescos, revestimientos de madera, estuco o cuero, especialmente en las viviendas de las clases más acomodadas.  
Durante la Edad Media en Europa, se popularizó la tradición árabe de los tapices, utilizados para ornamentar las paredes de palacios y castillos en las principales cortes del continente. Estos tapices pueden considerarse un antecedente del papel pintado, al cumplir una función tanto decorativa como aislante. 
Los primeros ejemplos de papel pintado tienen un origen que se remonta a más de 2.000 años atrás, durante la dinastía Qin en China, donde se decoraban láminas individuales de papel de arroz con representaciones de pájaros, flores y paisajes, estableciendo así un precedente en el uso del papel como elemento ornamental para revestir paredes.
El papel pintado procede de Oriente y empezó a llegar a Europa en el siglo XVII gracias al comercio que se mantenía con aquella parte del mundo. Uno de los mejores ejemplos orientales se exhibe en la Casa Harewood del Reino Unido. 
Su primer éxito se produjo con la Revolución industrial gracias al abaratamiento de su fabricación por la mecanización. 
Los papeles han estado de moda en diversas épocas durante el siglo XX. A comienzos de siglo, proliferaban los motivos sencillos, habitualmente, florales. En los años 1930 y 1940 evolucionaron hacia dibujos geométricos. Finalmente, alcanzaron gran popularidad durante los años 1960 y, sobre todo, en los años 1970 en que se distribuyeron en gran variedad de colores y diseños.
En la actualidad, se puede decir que el papel goza de una relativa popularidad. Entre las nuevas tendencias de decoración aplicadas al mismo se pueden nombrar las siguientes:
- Papeles con imágenes digitalizadas que recrean flores, paisajes, animales, etc. Se utilizan para generar impacto en una sola pared.
- Estampados retro, reproduciendo diseños que estuvieron en boga en los años 1970.
- Papel pintable. Se trata de un papel con relieve que permite pintar encima según el gusto del decorador. Ello confiere a este material nuevas e ilimitadas posibilidades.

## Tipos de papel pintado
Se pueden distinguir distintos tipos de papel pintado, que se utilizarán en función de las características de la habitación que se quiera decorar. 

### Papel pintado gofrado

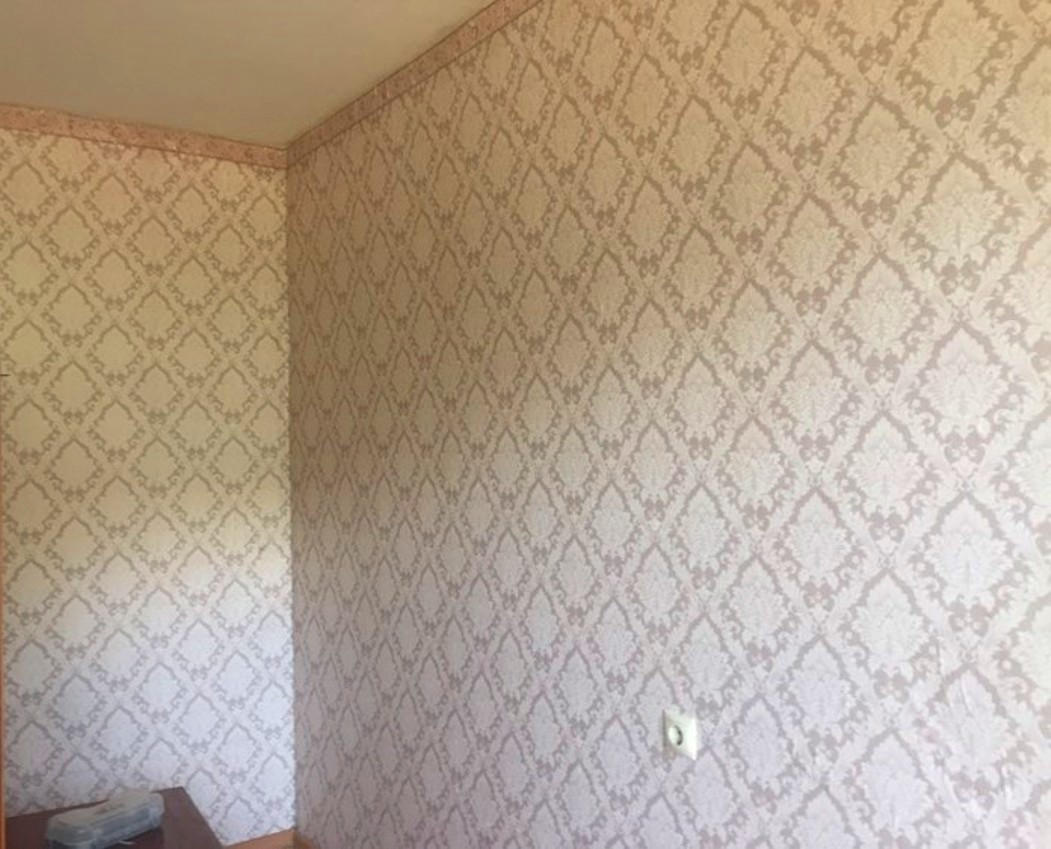
Papel tapiz de papel en la pared del apartamento

Consta de una sola capa de papel y se coloca en la pared con la ayuda de cola.

### Papel vinílico
Tiene una capa de plástico cubriendo el papel que le protege de la humedad y hace que pueda limpiarse fácilmente con un trapo húmedo.
Este tipo de papel es muy recomendable para lugares expuestos a la humedad, como cocinas y baños. También es muy útil para los cuartos de niños por la comodidad de poder limpiarlos fácilmente.

### Papel vinilizado
Son papeles con una capa de barniz que los protege, pudiendo lavarse, pero no tan fácilmente como los vinílicos.

### Papel texturado
Se utiliza para dar una textura a la pared antes de pintarlo. Es muy útil para tapar imperfecciones de la superficie.

### Papel con base textil
Es un papel muy decorativo pero menos práctico que los anteriores, ya que son difíciles de limpiar y para colocarlos hace falta un pegamento especial.

### Papel autoadhesivo
Este es el más cómodo de colocar, ya que lleva el pegamento incluido en el papel, evitándose así la parte más complicada del proceso.

### Papel pintado metálico
Papeles pintados con efecto de chapa metálica, son muy vistosos y soportan muy bien el paso del tiempo

### Papel pintado efecto fibra vegetal
Los papeles pintados con efectos de fibra tienen una alta demanda en las tiendas porque son muy decorativos.

### Papeles pintados efecto ladrillo
Otro de los best sellers son los papeles pintados efecto ladrillo, dan un toque muy vintage a tu decoración

## Decoración con papel pintado

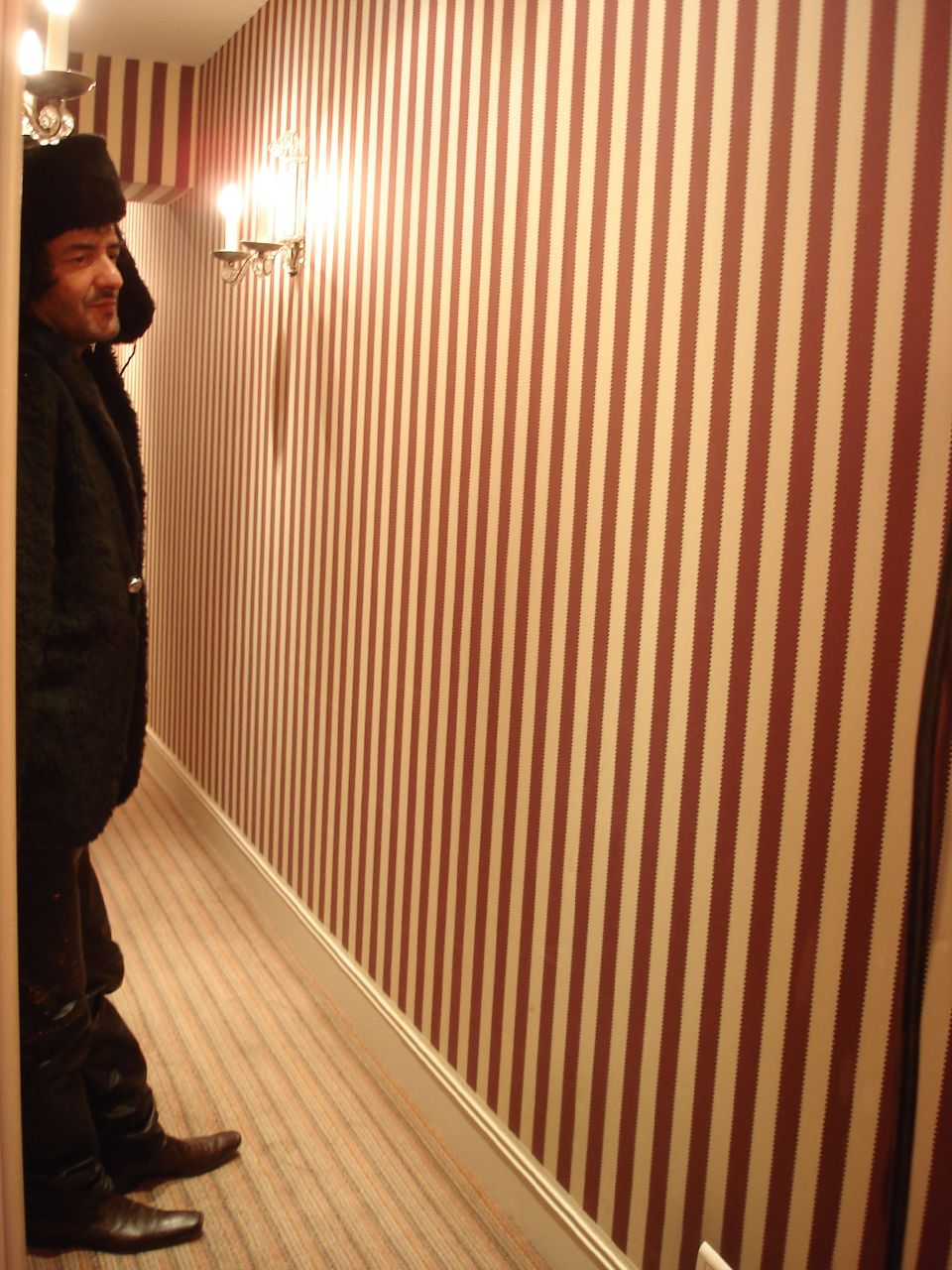
Papel pintado a rayas

Algunos papeles vinílicos van preencolados, pero lo normal es que el pintor o el dueño de la casa tenga que aplicarles cola en la parte posterior para fijarlos a la pared. Existen diferentes tipos de pegamento:
- Cola celulosa, para papeles normales.
- Cola vinílica, utilizada para frisos vinílicos colocados sobre papeles del mismo material.[2]

El papel pintado se utiliza para cubrir las paredes de una habitación salvando sus puertas, ventanas, chimeneas y otras estructuras fijas. También se coloca por detrás de los muebles de la habitación aunque sean muy pesados y voluminosos (caso de bibliotecas o aparadores) así como de los radiadores. En ocasiones, se aplica tan solo a una parte de la superficie, por ejemplo, cuando se crea un zócalo que llega hasta media altura y se pinta el resto de la pared de forma convencional o a una sola pared de la habitación. También existen rollos estrechos utilizados para colocar cenefas alrededor de la estancia, ya sea de forma independiente, ya como remate a otro papel pintado.
El papel pintado se puede colocar en cualquier habitación de la casa incluida la cocina y los baños así como en otros espacios como comercios, hoteles, restaurantes, etc. Además de su utilidad estética puede tener un objetivo funcional como disimular una superficie imperfecta o evitar roces y desconchones, caso de las habitaciones de niños.

## Colocación del papel pintado
Antes de colocar el papel pintado, es necesario preparar las paredes sobre las que se va a actuar. Si son paredes de obra nueva, es necesario aplicar sobre el yeso un preencolado. En caso de paredes empapeladas, es necesario levantar los papeles anteriores utilizando un material desencolante y raspándolo con rasquetas. También es imprescindible retirar el gotelé, en caso de que exista. En el supuesto de superficies muy irregulares, es conveniente alisarlas introduciendo masilla en los orificios o aplicando escayola en las zonas hundidas. 
El cálculo del número de rollos necesarios se hace dividiendo el perímetro de la habitación sin contar puertas y ventanas por la largura de cada rollo. Luego, se multiplica por el número de rollos que caben en altura (altura de la habitación dividido por la anchura del rollo) teniendo en cuenta que tienen que rebosar por arriba y por abajo y desperdiciar una parte para casar los diseños.
Para encolar el papel pintado se procede de la siguiente manera. Se extiende sobre una superficie lisa y se engoma la mitad de su superficie. Seguidamente, se dobla este trozo sobre sí mismo. La operación se repite con la otra mitad. Entonces, se coloca el paño en la pared comenzando desde su parte más alta y extendiéndolo hacia abajo. Con el cepillo de encolador se alisa mientras se eliminan las burbujas de aire. Es conveniente dejar un pequeño resto en la parte superior para cortarlo. La operación se repite con el resto de los rollos cuidando siempre de casar los dibujos. Por último, se cortan las partes sobrantes utilizando unas tijeras o una cuchilla. Se recomienda empezar a empapelar por el lateral de una puerta o una ventana y seguir desde allí el perímetro de la habitación.

## Fabricación moderna
Existen cuatro tipos principales de papel pintado: tradicional, revestimiento mural de PVC o vinil, no tejido y expandido. Algunos revestimientos murales están montados sobre arpillera, por lo que pueden pegarse a una pared que haya sufrido diversas alteraciones, aumentando así la insonorización de una habitación (aunque es necesario un revestimiento para obtener un acabado liso).
Desde hace veinte años, existen máquinas que funcionan con vapor para retirar el papel viejo. Los revestimientos autoadhesivos tienden a desaparecer.
Se espera que los papeles del futuro incorporen muchas formas de tecnología electrónica a la vida cotidiana: incrustaciones de diodos emisores de luz (LED) o interfaces interactivas conectadas a herramientas de comunicación. 
No obstante, es importante destacar que existen otros materiales para el revestimiento de paredes muchos más sostenibles, como por ejemplo, los revestimientos 3D decorativos de hormigón. Este tipo de revestimientos cuentan con la ventaja de ser mucho más resistentes y duraderos que el papel pintado y otros materiales al estar fabricados a base de hormigón.

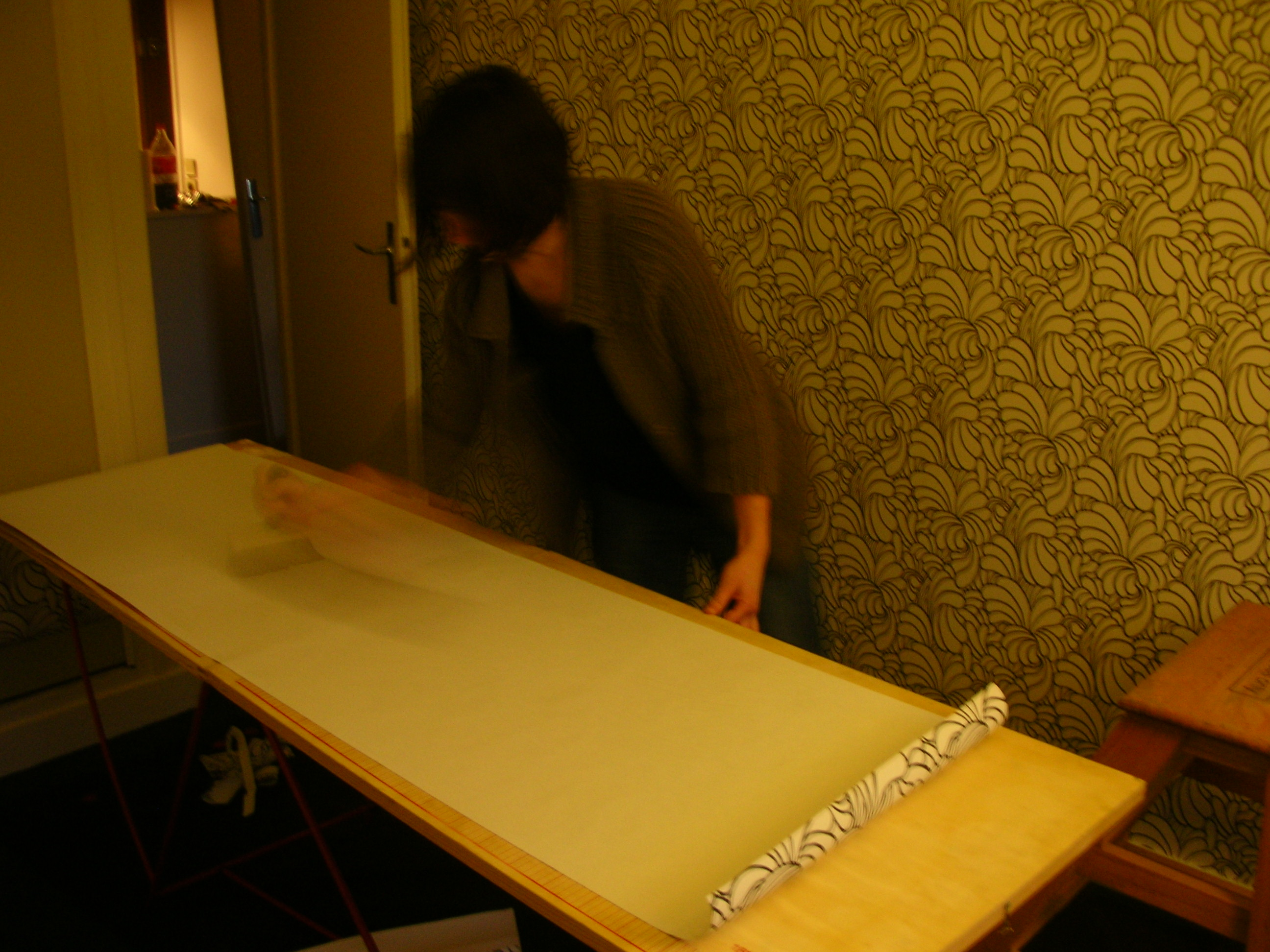
Engomado del papel
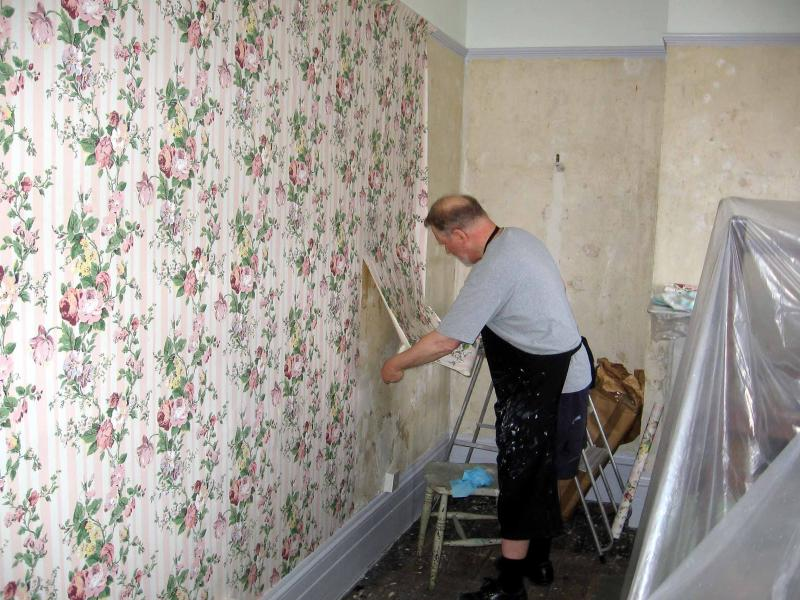
Colocación sobre la pared
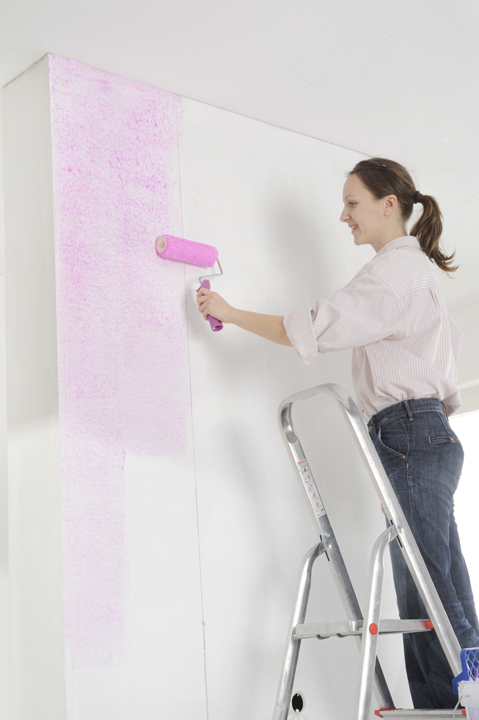
Alisado con el cepillo
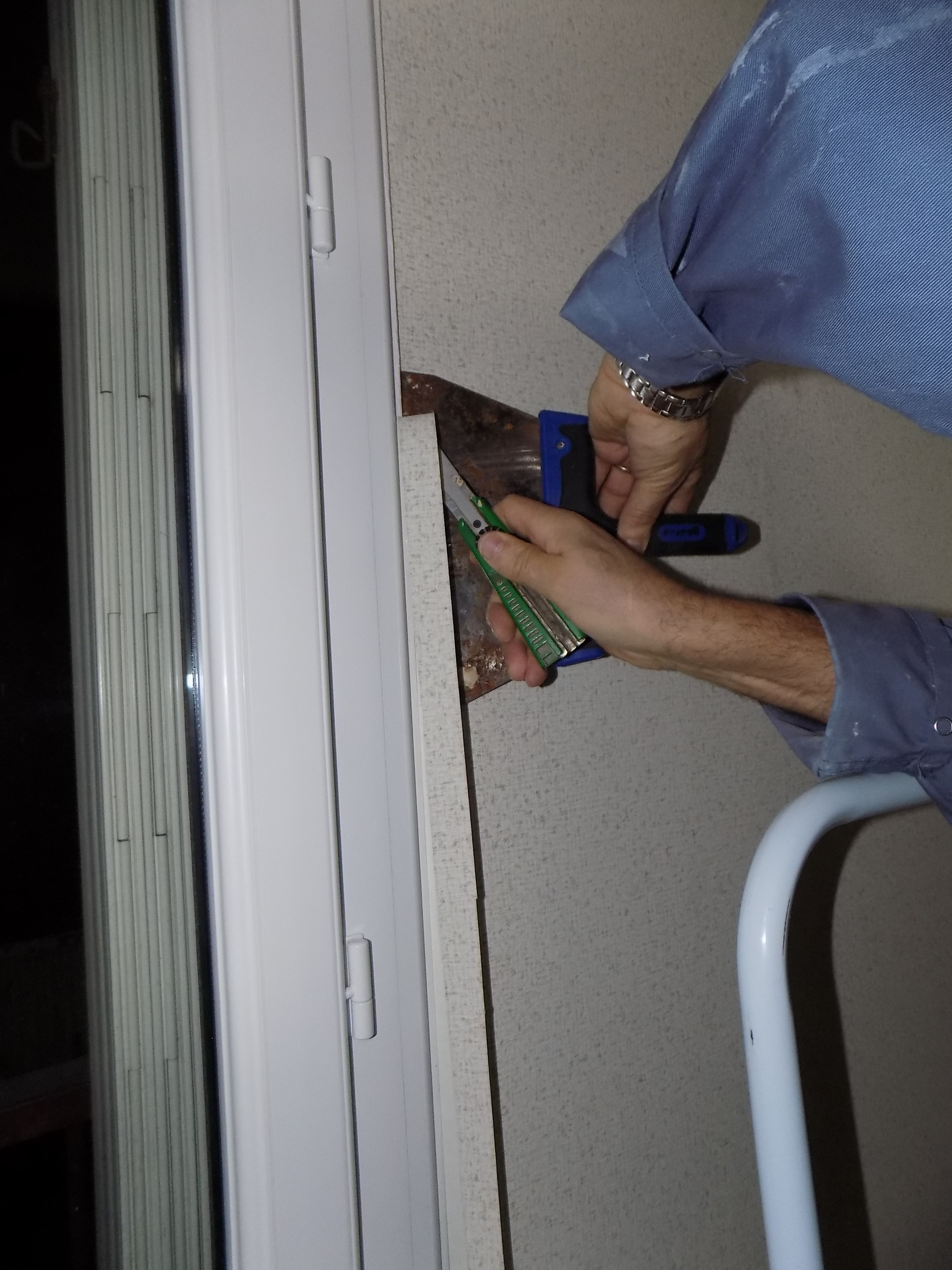
Recorte